# Dhiggiri
Dhiggiri, manchmal auch Diggaru genannt, ist eine Insel des Felidhu-Atolls im Süden des Inselstaates Malediven in der Lakkadivensee (Indischer Ozean). Sie gehört zum maledivischen Verwaltungsatoll Vaavu.

## Geographie
Die Insel liegt im Norden etwas hinter dem Ostrand des Atolls zwischen Fulidhoo und Alimathaa. Sie misst nur etwa 200 m in der Länge und ca. 100 m in der Breite.

## Tourismus
Dhiggiri verfügt über einen Landeplatz für Flugzeuge und ein Resort für Touristen (Dhiggiri Tourist Resort).
Westlich der Insel liegt die Tauchstelle Sharkpoint und etwa einen Kilometer im Innern der Lagune liegt die Tauchstelle Nemo Garden.